# Coelogyne alboaurantia
Coelogyne alboaurantia är en orkidéart som beskrevs av Elis.George och J.-c.George. Coelogyne alboaurantia ingår i släktet Coelogyne, och familjen orkidéer. Inga underarter finns listade i Catalogue of Life.